# Kampania filipińska (1944–1945)
Kampania filipińska (1944–1945) (znana też jako druga kampania filipińska lub wyzwolenie Filipin) – kampania stoczona przez wojska amerykańskie i filipińskie mająca na celu pokonanie i wyparcie sił Cesarskiej Armii Japońskiej okupujących Filipiny podczas II wojny światowej. Armia japońska opanowała wszystkie wyspy archipelagu filipińskiego w pierwszej połowie 1942 roku. Wyzwolenie Filipin rozpoczęło się desantem morskim na najdalej na wschód wysuniętej wyspie Filipin, Leyte, 20 października 1944 roku. Następnie Siły Zbrojne Stanów Zjednoczonych i Filipin postępowały w kierunku wyzwolenia kolejnych wysp. Naczelne dowództwo w Tokio nakazało ostatnim japońskim siłom na Filipinach poddać się dopiero 15 sierpnia 1945 roku, po zrzuceniu bomb jądrowych na Japonię i radzieckiej inwazji na Mandżurię.

## Planowanie
Do połowy 1944 roku siły amerykańskie znajdowały się zaledwie 300 mil morskich (560 km) na południowy wschód od Mindanao, największej wyspy na południowych Filipinach i były w stanie bombardować tam japońskie pozycje za pomocą bombowców dalekiego zasięgu. Siły amerykańskie pod dowództwem adm. Chestera Nimitza zbliżyły się do środkowej części Oceanu Spokojnego, zdobywając Wyspy Gilberta, niektóre z Wysp Marshalla i większość Marianów, omijając wiele garnizonów japońskiego wojska i pozostawiając ich bez źródeł zaopatrzenia, militarnie bezsilnych.
Samoloty bojowe startujące z lotniskowców już prowadziły naloty przeciwko Japończykom na Filipinach, zwłaszcza stacjonującym na lotniskach wojskowych. Oddziały armii amerykańskiej i armii australijskiej pod dowództwem gen. Douglasa MacArthura, Najwyższego Dowódcy Teatru Operacyjnego Południowo-Zachodniego Pacyfiku, opanowały, albo odizolowały i ominęły całą armię japońską na Nowej Gwinei i na Wyspach Admiralicji. Przed inwazją na Filipiny najdalej na północ wysuniętą zdobyczą MacArthura było Morotai w Holenderskich Indiach Wschodnich, zajęte w dniach 15–16 września 1944 roku. Była to jedyna baza MacArthura, z której bombowce obejmowały zasięgiem południowe Filipiny.
Marynarka Wojenna Stanów Zjednoczonych, Korpus Piechoty Morskiej i oddziały Armii, a także siły australijskie i nowozelandzkie pod dowództwem adm. Nimitza i adm. Williama Halseya izolowały dużą japońską bazę na południowym Pacyfiku w Rabaul na Nowej Brytanii, zdobywając pierścień wysp wokół Rabaul, a następnie budując na nich bazy lotnicze, z których samoloty bombardowały i blokowały siły japońskie w rejonie.
Dzięki zwycięstwom na Marianach (zajęciu wysp Saipan, Guam i Tinian w czerwcu-lipcu 1944 roku) Siły amerykańskie zbliżyły się do samego terytorium Japonii. Z Marianów ciężkie bombowce dalekiego zasięgu B-29 Superfortress Amerykańskich Sił Powietrznych mogły bombardować japońskie wyspy macierzyste z dobrze zaopatrzonych baz lotniczych, z bezpośrednim dostępem do zapasów za pośrednictwem statków towarowych i zbiornikowców. Wcześniejsza kampania bombowa B-29 przeciwko Japonii funkcjonowała wzdłuż bardzo długiej i krętej linii zaopatrzeniowej przez Indie Brytyjskie i Birmę Brytyjską, która okazała się bardzo niebezpieczna i źle działająca. Wszystkie dostępne B-29 zostały przeniesione na Mariany jesienią 1944 roku.
Chociaż Japonia najwyraźniej przegrywała wojnę, rząd oraz siły lądowe i marynarka wojenna nie wykazywały oznak kapitulacji, upadku ani zorganizowanego odwrotu.
Od 1898 roku. pomiędzy Filipinami i Stanami Zjednoczonymi Ameryki istniało podporządkowanie (kolonia), przy czym Wspólnota Filipin powstała dopiero w 1935 roku z obietnicą uzyskania niepodległości, na to USA zezwoliły po wojnie, w połowie 1946 roku. Ponadto rozległa seria ataków powietrznych amerykańskiej grupy zadaniowej szybkiego reagowania pod dowództwem adm. Williama Halseya na japońskie lotniska i inne bazy na Filipinach przyciągnęła niewielki japoński opór, na przykład przechwytywanie samolotów przez myśliwce armii japońskiej. Zgodnie z zaleceniem admirała Halseya, Połączeni Szefowie Sztabów zebrani w Kanadzie zatwierdzili decyzję nie tylko przesunięcia terminu pierwszego lądowania na Filipinach, ale także przeniesienia go na północ od południowej wyspy Mindanao na centralną wyspę Filip, Leyte. Nowy termin desantu na Leyte, 20 października 1944 roku, został ustalony dwa miesiące przed poprzednią datą lądowania na Mindanao.
Filipińczycy byli gotowi i czekali na inwazję. Po ewakuacji gen. MacArthura z Filipin w marcu 1942 roku wszystkie wyspy archipelagu przypadły Japończykom. Japońska okupacja była trudna, towarzyszyły jej liczne okrucieństwa i zbrodnie wojenne, a duża liczba Filipińczyków została zmuszona do niewolniczej pracy. Od połowy 1942 do połowy 1944 roku MacArthur i Nimitz dostarczali zaopatrzenie i zachęcali do oporu filipińskich partyzantów na pomocą okrętów podwodnych amerykańskiej Marynarki Wojennej i kilku zrzutów spadochronowych, aby partyzanci mogli nękać armię japońską i przejąć kontrolę nad dżunglą oraz obszarami użytkowymi, stanowiącymi łącznie około połowy powierzchni archipelagu. Pozostając lojalnymi wobec międzyoceanicznego państwa, wielu Filipińczyków miało nadzieję i wierzyło, że wyzwolenie z rąk japońskich da im wolność i obiecaną niepodległość.
Rząd Australii zaoferował gen. MacArthurowi wykorzystanie I Korpusu Australijskiego do wyzwolenia Filipin. MacArthur zasugerował użycie dwóch australijskich dywizji piechoty, z których każda została przydzielona do innego korpusu armii amerykańskiej, ale pomysł ten był nie do zaakceptowania przez gabinet australijski, który chciał sprawować własną kontrolę operacyjną na pewnym obszarze Filipin, a nie po prostu oddać żołnierzy pod dowództwo amerykańskie. Nigdy nie osiągnięto porozumienia pomiędzy gabinetem australijskim a MacArthurem. W rezultacie armia australijska praktycznie nie brała udziału w walkach na Filipinach. Jednak zaangażowane były samoloty Royal Australian Air Force i okręty Royal Australian Navy, takie jak ciężki krążownik HMAS Australia.
Podczas amerykańskiego podboju Filipin partyzanci zaczęli otwarcie atakować siły japońskie, prowadzili rozpoznanie przed zbliżającymi się żołnierzami sił regularnych i sami zajęli szereg ważnych lokalizacji w toku bitwy obok zbliżających się dywizji amerykańskich.

## Kampania

### Leyte

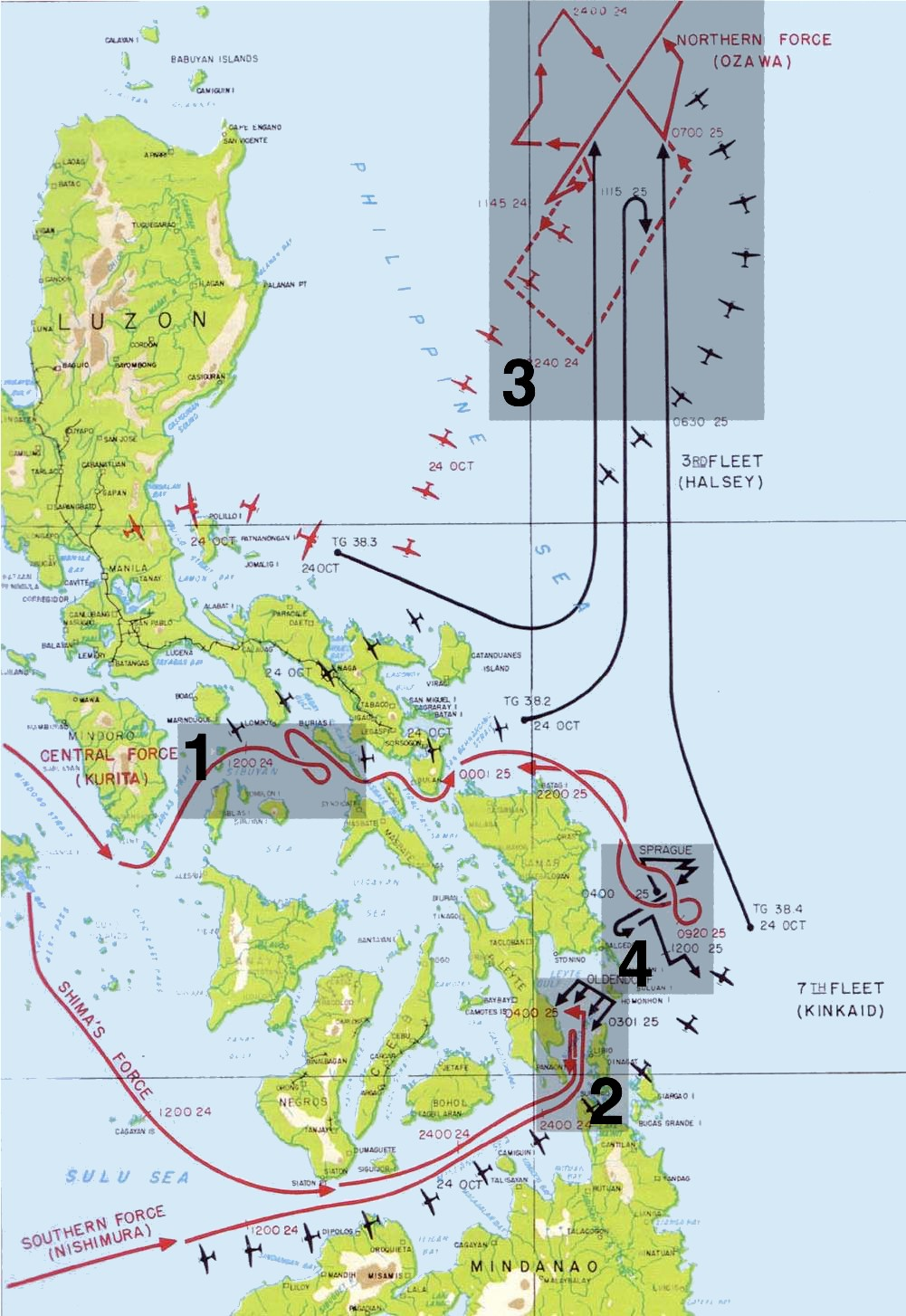
Schemat bitwy w Zatoce Leyte

20 października 1944 roku amerykańska 6 Armia, wspierana przez ostrzał z morza i bombardowanie z powietrzna, wylądowała na sprzyjającym wschodnim wybrzeżu Leyte, jednej z wysp archipelagu Visayas, na północny wschód od Mindanao. Japończycy pomylili się w szacunkach liczebności sił morskich i powietrznych przeciwnika oraz próbowali zniszczyć własne lądowiska. Spowodowało to sekwencję starć zwanych bitwą w Zatoce Leyte, które stoczono w dniach 23–26 października. To decydujące zwycięstwo amerykańskiej Marynarki Wojennej, jej grupy zadaniowej „Fast Carrier”, floty nawodnej i okrętów podwodnych skutecznie zniszczyło resztki Cesarskiej Marynarka Wojenna, która straciła już wszystkie swoje skuteczne lotniskowce. W bitwie zatopiono jeszcze cztery lotniskowce (ze zubożonymi eskadrami lotniczymi na pokładzie, które służyły tylko jako wabiki), liczne pancerniki i ciężkie krążowniki oraz dużą liczbę lekkich krążowników i niszczycieli. Po tej klęski japońska marynarka nigdy nie była już w stanie stoczyć dużej bitwy.
Amerykańska 6 Armia kontynuowała swój atak ze wschodu, gdy Japończycy przysłali posiłki w rejon Zatoki Ormoc po zachodniej stronie wyspy. Podczas gdy 6 Armia była stale wzmacniana, 5 Armii Powietrznej i Grupa Zadaniowa Trzeciej Floty były w stanie odeprzeć japońskie próby ataków powietrznych oraz wyładowania nowych posiłków i zapasów, a także zapewnić duże wsparcie dla wojsk lądowych armii podczas bitwy o Zatokę Ormoc od 11 listopada do 21 grudnia 1944 roku.
Filipińscy partyzanci wykonali także ważną pracę w utrzymaniu porządku publicznego oraz w zachowaniu dróg i autostrad wolnych od zatorów. Po utworzeniu przyczółków amerykańskich, grupy partyzanckie na Leyte zostały przyłączone bezpośrednio do korpusów i dywizji 6 Armii, aby pomóc w działaniach zwiadowczych, wywiadowczych i operacjach bojowych. Już po pierwszych desantach 6 Armii na plażach w Tacloban i Dulag weszły do akcji oddziały partyzanckie płk. Ruperto Kangleona. Przejęły one kluczowe mosty, aby zablokować przemieszczanie się wojsk japońskich w kierunku obszaru docelowego; nękali patrole wroga i sabotowali magazyny zapasów i amunicji. Informacje o ruchach oddziałów wroga wysłane z placówek partyzanckich do Kwatery Głównej Kangleona zostały natychmiast przekazane 6 Armii.
Pomimo wielu ulewnych deszczów i trudnego terenu natarcie postępowało dalej przez Leyte w stronę głównej wyspy Samar. 7 grudnia 1944 roku jednostki armii amerykańskiej dokonały kolejnego lądowania w Zatoce Ormoc, a po dużej bitwie lądowej i powietrznej siły desantowe ukróciły wszelką japońską zdolność do wzmacniania i uzupełniania swoich wojsk na Leyte. Mimo że przez kolejne miesiące trwały zacięte walki na wyspie, armia amerykańska zawsze kontrolowała sytuację.

### Mindoro
Drugim głównym celem ataku 6 Armii było Mindoro. Ta duża wyspa znajduje się bezpośrednio na południe od Luzonu i Zatoki Manilskiej, a głównym celem MacArthura było zbudowanie na niej lotnisk dla samolotów myśliwskich, które mogłyby dominować na niebie nad najważniejszą wyspą Filipin, Luzon, z jej głównym portem morskim i stolicą w Manili.
Duży konwój inwazyjny Siódmej Floty z Leyte na Mindoro znalazł się pod silnym atakiem pilotów kamikaze, ale nie mogli oni opóźnić amerykańskiej inwazji na Mindoro. Wyspa było tylko w niewielkim stopniu obsadzona przez japońską armię, a większość z jej sił była związana walką przez filipińskich partyzantów, więc Mindoro zostało opanowane stosunkowo szybko. Inżynierowie armii amerykańskiej rozpoczęli szybką budowę dużej bazy lotniczej w San Fabian. Poza tym, że znajduje się blisko Luzonu, Mindoro ma jeszcze jedną zaletę: dobrą pogoda do latania prawie cały czas, ponieważ jest to ta część Filipin, która jest stosunkowo sucha, w przeciwieństwie do Leyte, przyjmujące ulewne deszcze przez większość roku, nie tylko powodując złą pogodę dla latania, ale także bardzo błotnisty teren, w którym trudno budować lotniska.
San Fabian był także miejscem kolejnego przełomu: pierwszego pojawienia się podczas wojny na Pacyfiku eskadr USAAF latających na szybkich myśliwcach dalekiego zasięgu P-51B Mustang, znacznie przewyższających swymi osiągami wszystkie maszyny, jakie posiadało lotnisko japońskiej armii i marynarki.
Zajęcie Mindoro było wielkim zwycięstwem 6 Armii i USAAF, a także stanowiło główną bazę wypadową dla następnego ruchu 6 Armii MacArthura: inwazji na Luzon, szczególnie w Zatoce Lingayen na zachodnim wybrzeżu tej wyspy.

### Luzon

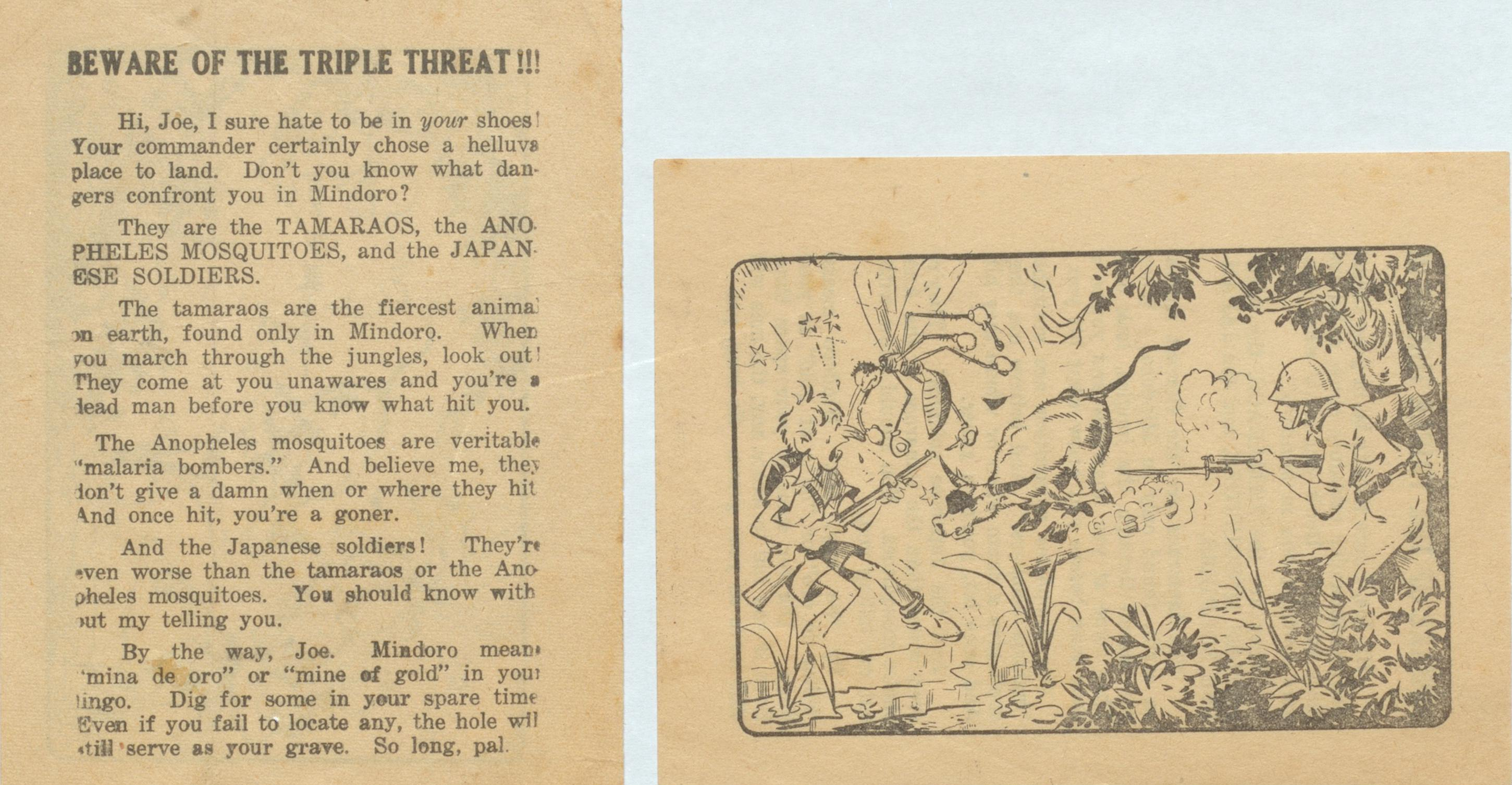
Japońska ulotka propagandowa kolportowana w celu zniechęcenia do walki lądujących na Filipinach żołnierzy amerykańskich

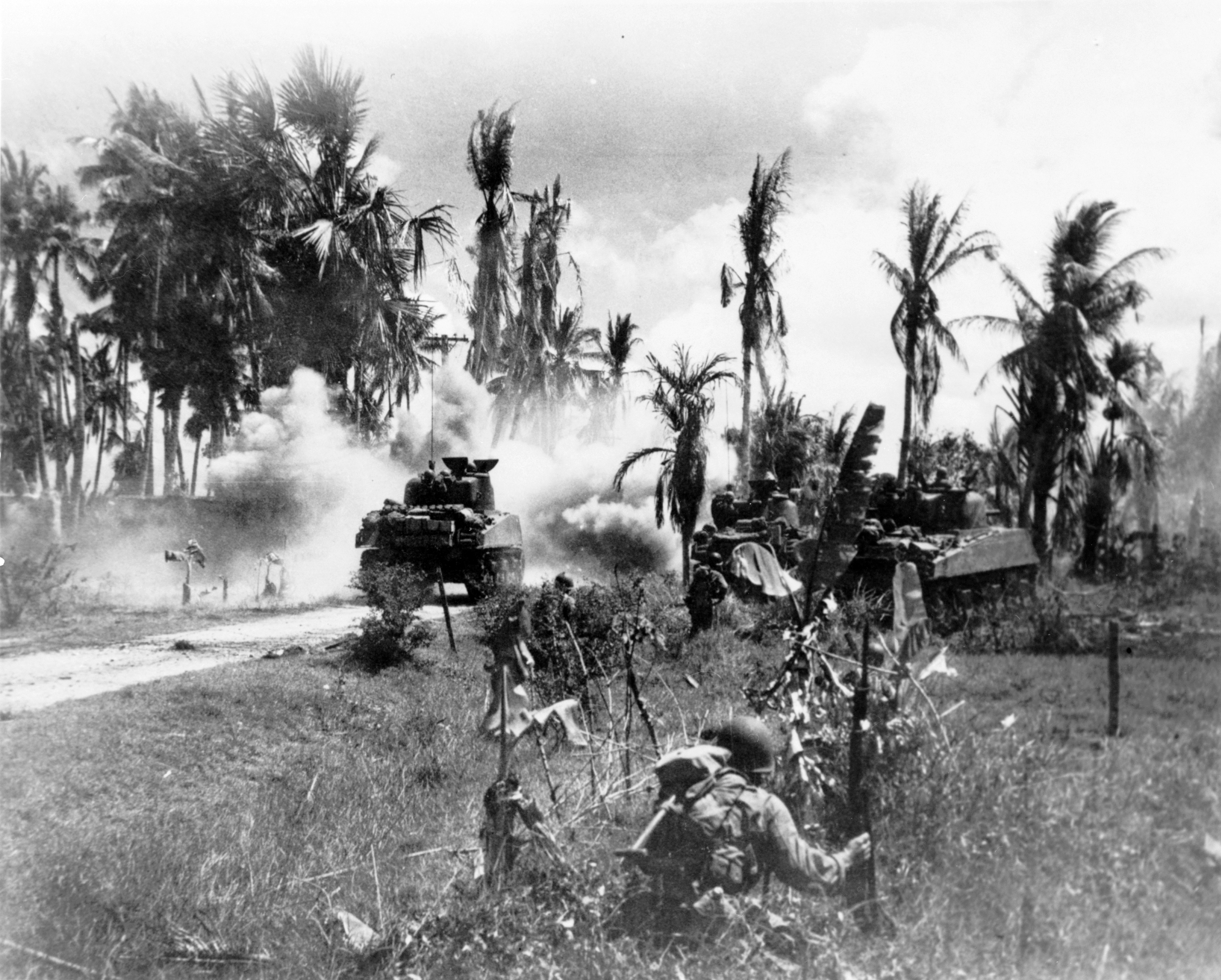
Oddziały 185 Pułku Piechoty 40 Dywizji Piechoty chowają się za atakującymi czołgami M4 Sherman w czasie natarcia na japońskie pozycje na wyspie Panay

15 grudnia 1944 roku Amerykanie dokonali desantów morskich przy minimalnym oporze wroga na południowych plażach wyspy Mindoro, kluczowej lokalizacji w planowanych operacjach w Zatoce Lingayen, w celu wsparcia dużych desantów zaplanowanych na Luzon. 9 stycznia 1945 roku na południowym brzegu Zatoki Lingayen 6 Armia gen. Kruegera wylądowała z oddziałami pierwszego rzutu. Prawie 175 tys. żołnierzy wylądowało na plaży o długości 32 km w ciągu kilku dni. Dzięki silnemu wsparciu lotniczemu w ostatnim tygodniu stycznia siły te ruzszyły w głąb lądu, zdobywając lotnisko Clarka, 64 km na północny zachód od Manili.
Potem nastąpiły dwa kolejne desanty, jeden w celu odcięcia półwyspu Bataan i drugi, który obejmował zrzut spadochroniarzy na południe od Manili. Miasto zostało okrążone. 3 lutego 1945 roku elementy amerykańskiej 1 Dywizji Kawalerii zepchnęły wroga na północne obrzeża Manili, a 8 Pułk Kawalerii (zorganizowany jako piechota) przeszedł przez północne przedmieścia do samego centrum miasta.
W miarę postępów natarcia w kierunku Manili z północy i południa, półwysep Bataan został szybko zabezpieczony. 16 lutego spadochroniarze i jednostki desantowe jednocześnie zaatakowały wysepkę Corregidor. Przejęcie tej twierdzy było konieczne, ponieważ jej załoga moggła zablokować wejście do Zatoki Manilskiej. Amerykanie musieli założyć główną bazę portową w tej zatoce, aby wesprzeć spodziewaną inwazję na Japonię, planowaną na 1 listopada 1945 roku. Opór na Corregidorze zakończył się 27 lutego, jednak 15 sierpnia Japonia zgodziła się na kapitulację, eliminując potrzebę inwazji na japońskie wyspy macierzyste.
Pomimo początkowego optymizmu, walki w Manili były trudne. Do 3 marca siły amerykańskie i filipińskie oczyściły miasto z wszystkich japońskich żołnierzy armii i piechoty morskiej, którzy z uporem walczyli i odmawiali poddania się. Fort Drum, druga ufortyfikowana wyspa w Zatoce Manilskiej w pobliżu Corregidoru, broniła się do 13 kwietnia, kiedy grupa amerykańskich żołnierzy zeszła na brzeg i wlała do fortu 3 tys. galonów oleju napędowego, a następnie wyrzuciła tam ładunki zapalające. Żaden japoński żołnierz w Fort Drum nie przeżył wybuchu i pożaru.
W sumie dziesięć dywizji amerykańskich i pięć niezależnych pułków walczyło na Luzonie, co czyni go największą amerykańską kampanią wojny na Pacyfiku, z udziałem większej liczby żołnierzy niż Stany Zjednoczone wysłały do Afryki Północnej, Włoch czy południowej Francji.

### Zakończenie kampanii

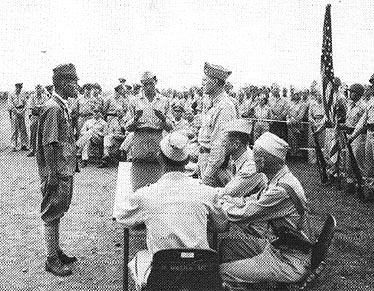
Japońskie oddziały poddają się amerykańskiej 40 Dywizji Piechoty

Wyspa Palawan, położona pomiędzy Borneo i Mindoro, piąta co do wielkości i najbardziej wysuniętą na zachód wyspa Filipin, została zaatakowana 28 lutego desantem amerykańskiej 8 Armii w Puerto Princesa. Japończycy słabo broni tej wyspy, ale oczyszczenie kotła, w którym zamknięto okrążone siły przeciwnika trwało do końca kwietnia. Japończycy stosowali uderz i uciekaj, wycofując się w góry i dżungle, rozproszeni jako małe jednostki. Na Filipinach siły amerykańskie pomagały partyzantom filipińskim w znajdowaniu i likwidowaniu maruderów, z których ostatni, Hiroo Onoda, poddał się dopiero w 1974 roku w górach Lubang na wyspie Mindoro.
8 Armia przeszła następnie do pierwszego lądowania na Mindanao (17 kwietnia), ostatniej z głównych wysp Filipin, która została zajęta przez Amerykanów. Po Mindanao nastąpiła inwazja na Panay, Cebu, Negros i kilka mniejszych wysp archipelagu Sulu. Wyspy te stanowiły bazę dla 5 i 13 Armii Powietrznej do atakowania celów na Filipinach i Morzu Południowochińskim.
Po dodatkowych desantach na Mindanao 8 Armia kontynuowała stały ataki. napotykając silny opór Japończyków. Do końca czerwca wróg został zamknięty w izolowanych kotłach na Mindanao i Luzonie, gdzie walki trwały aż do kapitulacji Japonii 15 sierpnia 1945 roku. Jednak niektóre jednostki japońskiej armii nie miały kontaktu radiowego z Tokio i było trudno było przekonać rozkaz niektórym z nich. Dlatego jak na wielu wyspach Pacyfiku, tak i na Filipinach po zakończeniu wojny ważni japońscy urzędnicy, w tym członkowie rodziny cesarskiej, odwiedzali te oddziały osobiście, aby przekonać żołnierzy, że muszą się poddać na rozkaz cesarza.